# Loborika
Loborika (olaszul: Lavarigo) falu Horvátországban, Isztria megyében. Közigazgatásilag Marčanához tartozik.

## Fekvése
Az Isztria délkeleti részén, Pólától 8 km-re északkeletre, községközpontjától 6 km-re délnyugatra, a Pólából Labin felé vezető főút mellett fekszik.

## Története
A Radeki nevű településrészén található őskori vármaradványok tanúsága szerint területe már a történelem előtti időkben is lakott volt. A római korból feliratos kő, a kora középkorból, a 8. és 11. század közötti időből kőfaragványok és liturgikus tárgyak maradtak fenn, jelezve a vidék folyamatos lakottságát. A település első írásos említése 1150-ből származik "Ravaricum" néven. Ebben az időben a póla püspökség, majd a 14. századtól az aquileiai pátriárka fennhatósága tartozott. A 15. és 16. századi háborúk következtében nagyrészt elpusztult. A 16. és 17. században Dalmáciából érkezett horvát menekültekkel telepítették be újra. A középkori falu és kora román stílusú templomának romjai a temetőtől nyugatra fekvő erdőben találhatók.
A falunak 1857-ben 97, 1910-ben 242 lakosa volt. Lakói főként mezőgazdaságból (szőlő- és olajbogyó-termesztés), állattartásból éltek, illetve a közeli Pólában dolgoztak. Az első világháború után a falu Olaszországhoz került. A második világháború után Jugoszlávia része lett. Jugoszlávia felbomlása után 1991-ben a független Horvátország része lett. 2011-ben a falunak 854 lakosa volt. lakossága néhány évtizede dinamikusan növekszik.

## Nevezetességei
Szent Flóra tiszteletére szentelt plébániatemploma ókori és középkori alapokon épült. Négyszög alaprajzú, egyhajós épület, homlokzatán rózsaablakkal, homlokzata felett alacsony nyitott harangtoronnyal. A falába beépített kövekből is látható, hogy többször átépítették. Sekrestyéje újabb hozzáépítésű. Fából faragott körmeneti oltárán A. Moreschi festménye a Mennyek királynője Szent Flórával és Assisi Szent Ferenccel és ezüst körmeneti kereszttel látható.

## Lakosság
| Lakosság változása | Lakosság változása | Lakosság változása | Lakosság változása | Lakosság változása | Lakosság változása | Lakosság változása | Lakosság változása | Lakosság változása | Lakosság változása | Lakosság változása | Lakosság változása | Lakosság változása | Lakosság változása | Lakosság változása | Lakosság változása |
| ------------------ | ------------------ | ------------------ | ------------------ | ------------------ | ------------------ | ------------------ | ------------------ | ------------------ | ------------------ | ------------------ | ------------------ | ------------------ | ------------------ | ------------------ | ------------------ |
| 1857               | 1869               | 1880               | 1890               | 1900               | 1910               | 1921               | 1931               | 1948               | 1953               | 1961               | 1971               | 1981               | 1991               | 2001               | 2011               |
| 97                 | 119                | 139                | 187                | 204                | 242                | 324                | 359                | 357                | 359                | 356                | 310                | 322                | 395                | 524                | 854                |